# Betliar
Betliar este o comună slovacă, aflată în districtul Rožňava din regiunea Košice. Localitatea se află la altitudinea de 343 m deasupra n.m., se întinde pe o suprafață de 24,67 km2 și în 2017 număra 935 de locuitori. Se învecinează cu comuna Čučma.

## Istoric
Localitatea Betliar este atestată documentar din 1330.

## Demografie
| An:                | 1994 | 2004   | 2014   | 2024   |
| ------------------ | ---- | ------ | ------ | ------ |
| Număr de persoane: | 966  | 979    | 946    | 917    |
| Diferență:         |      | +1,34% | −3,37% | −3,06% |

| An:                | 2023 | 2024   |
| ------------------ | ---- | ------ |
| Număr de persoane: | 914  | 917    |
| Diferență:         |      | +0,32% |